# Боговиње
Боговиње (мкд. Боговиње) је насеље у Северној Македонији, у северозападном делу државе. Боговиње је седиште истоимене општине.

## Географија
Насеље Боговиње је смештено у северозападном делу Северне Македоније. Од најближег већег града, Тетова, насеље је удаљено 12 km јужно.
Боговиње се налази у горњем делу историјске области Полог. Насеље је положено на западном ободу Полошког поља. Источно од насеља пружа се поље, а западно се издиже Шар-планина. Надморска висина насеља је приближно 540 метара.
Клима у Боговињу је умерено континентална.

## Становништво
Боговиње је према последњем попису из 2021. године имало 5.239 становника.
| Национални састав према попису из 2021.‍ | Национални састав према попису из 2021.‍ | Национални састав према попису из 2021.‍ | Национални састав према попису из 2021.‍ | Национални састав према попису из 2021.‍ |
| --------------------------------------- | --------------------------------------- | --------------------------------------- | --------------------------------------- | --------------------------------------- |
|                                         |                                         |                                         |                                         |                                         |
| Албанци                                 | Албанци                                 |                                         | 4.829                                   | 92,2%                                   |
| непописани                              | непописани                              |                                         | 405                                     | 7,7%                                    |

Већинска вероисповест је ислам.

## Познате личности
- Блерим Џемаили, швајцарски фудбалер